# Dix (Nebraska)
Dix és una població dels Estats Units a l'estat de Nebraska. Segons el cens del 2000 tenia 267 habitants.

## Demografia
Segons el cens del 2000, Dix tenia 267 habitants, 107 habitatges, i 71 famílies. La densitat de població era de 468,6 habitants per km².
Dels 107 habitatges en un 30,8% hi vivien nens de menys de 18 anys, en un 57,9% hi vivien parelles casades, en un 6,5% dones solteres, i en un 33,6% no eren unitats familiars. En el 28% dels habitatges hi vivien persones soles el 14% de les quals corresponia a persones de 65 anys o més que vivien soles. El nombre mitjà de persones vivint en cada habitatge era de 2,5 i el nombre mitjà de persones que vivien en cada família era de 3,07.
Per edats la població es repartia de la següent manera: un 27,3% tenia menys de 18 anys, un 8,6% entre 18 i 24, un 24,3% entre 25 i 44, un 24,3% de 45 a 60 i un 15,4% 65 anys o més.
L'edat mediana era de 38 anys. Per cada 100 dones de 18 o més anys hi havia 92,1 homes.
La renda mediana per habitatge era de 31.094 $ i la renda mediana per família de 34.167 $. Els homes tenien una renda mediana de 25.625 $ mentre que les dones 20.000 $. La renda per capita de la població era de 15.997 $. Aproximadament el 6,9% de les famílies i el 9,9% de la població estaven per davall del llindar de pobresa.

## Poblacions més properes
El següent diagrama mostra les poblacions més properes.